# 3984 Chacos
3984 Chacos eller 1984 DS är en asteroid i huvudbältet som upptäcktes den 21 september 1984 av den belgiske astronomen Henri Debehogne vid La Silla-observatoriet. Den är uppkallad efter amerikanen Albert A. Chacos.
Asteroiden har en diameter på ungefär 7 kilometer.